# Pecos Bill – Ein unglaubliches Abenteuer im Wilden Westen
Pecos Bill – Ein unglaubliches Abenteuer im Wilden Westen (Originaltitel: Tall Tale) ist ein US-amerikanischer Fantasy-Abenteuerfilm aus dem Jahr 1995. Regie führte Jeremiah S. Chechik, das Drehbuch schrieben Steve Bloom und Robert Rodat. Den Spielfilm produzierte Caravan Pictures für Walt Disney Pictures.

## Handlung
Die Farm von Jonas Hackett befindet sich in finanziellen Schwierigkeiten; der Eisenbahnunternehmer J.P. Stiles will sie übernehmen. Der zwölfjährige Sohn von Jonas, Daniel, träumt häufig. Er wird während einer seiner Träumereien plötzlich in eine Wüste versetzt und lernt dort die aus Westernlegenden bekannten Pecos Bill, Paul Bunyan und John Henry kennen. Sie helfen ihm, gegen J.P. Stiles vorzugehen und die Farm zu retten.

## Kritiken
Roger Ebert schrieb in der Chicago Sun-Times vom 24. März 1995, der Film sei ein herzerwärmender Abenteuerfilm für die ganze Familie. Er sei visuell „hinreißend“. Die Bösewichte seien Menschen mit Namen und mit einer Geschichte.
Das Lexikon des internationalen Films urteilte: „Ein vor allem in den abenteuerlichen Traumsequenzen aufwendig und gelungen trickreich inszenierter Western. Die kindertümlichen Möglichkeiten des fantastisch-ökologischen Sujets bleiben allerdings durch übertriebene Schieß- und Gewaltszenen weitgehend ungenutzt.“.

## Hintergründe
Der Film wurde Ende 1993 in Kalifornien, in Colorado und in Utah gedreht. Seine Produktionskosten betrugen schätzungsweise 32 Millionen US-Dollar. Der Film spielte weltweit in den Kinos ca. 11 Millionen US-Dollar ein, darunter ca. 8,25 Millionen US-Dollar in den Kinos der USA.